# Jugador de l'any de l'IHF
El Jugador de l'any de l'IHF (en anglès, IHF Player of the Year) és un premi esportiu que s'atorga anualment des de 1988 per la Federació Internacional d'Handbol (IHF) al millor jugador d'handbol de l'any en categoria masculina i femenina. El premi es decideix mitjançant les votacions dels aficionats a l'handbol, els seleccionadors dels combinats nacionals masculins i femenina i de l'IHF Commission of Coaching and Methods (CCM). El jugador que té el millor percentatge de cadascuna de les tres parts és considerat guanyador del premi.

## Llista de guardonats

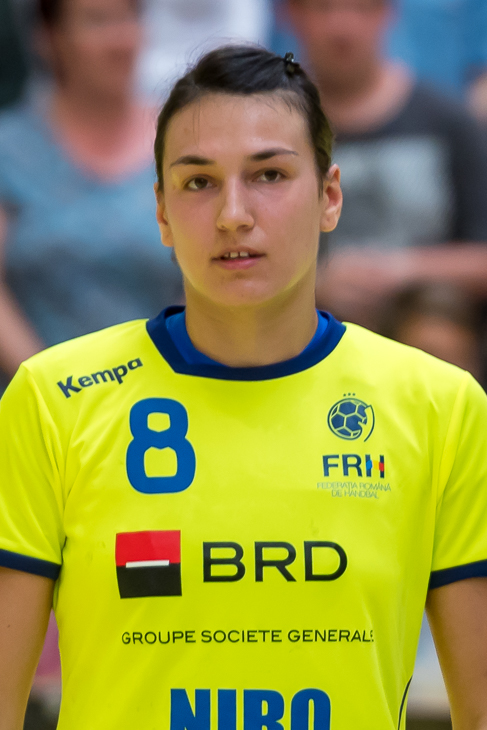
Cristina Neagu (ROM) ha guanyat el guardó en quatre ocasions (2010, 2015, 2016, 2018), rècord històric.

| Edició                        | Any  | Masculí                                         | Femení                                                      | refs.         |
| ----------------------------- | ---- | ----------------------------------------------- | ----------------------------------------------------------- | ------------- |
| I                             | 1988 | Veselin Vujovic FC Barcelona                    | Svetlana Kitić RK Radnički Belgrad                          | [ 2 ]         |
| II                            | 1989 | Kang Jae-Won Pfadi Winterthur                   | Kim Hyun-Mee                                                | [ 2 ]         |
| III                           | 1990 | Magnus Wislander Redbergslids IK / THW Kiel     | Jasna Kolar-Merdan Hypo Niederösterreich                    | [ 2 ]         |
| No concedit entre 1991 i 1993 |      |                                                 |                                                             |               |
| IV                            | 1994 | Talant Dujshebaev GD Teka                       | Mia Hermansson-Högdahl Hypo Niederösterreich                | [ 2 ]         |
| V                             | 1995 | Jackson Richardson OM Vitrolles                 | Erzsébet Kocsis Dunaferr SE                                 | [ 2 ]         |
| VI                            | 1996 | Talant Dujshebaev (2) GD Teka                   | Lim O-Kyeong                                                | [ 2 ]         |
| VII                           | 1997 | Stéphane Stoecklin GWD Minden                   | Anja Andersen Bækkelagets SK                                | [ 2 ]         |
| VIII                          | 1998 | Daniel Stephan TBV Lemgo                        | Trine Haltvik Byåsen IL                                     | [ 2 ]         |
| IX                            | 1999 | Rafael Guijosa FC Barcelona                     | Ausra Fridrikas Hypo Niederösterreich                       | [ 2 ]         |
| X                             | 2000 | Dragan Škrbic RK Celje / HSG Nordhorn           | Bojana Radulovics Dunaferr SE                               | [ 2 ]         |
| XI                            | 2001 | Yoon Kyung-Shin VfL Gummersbach                 | Cecilie Leganger Tertnes IL / Bækkelagets SK                | [ 2 ]         |
| XII                           | 2002 | Bertrand Gille Chambéry Savoie HB / HSV Hamburg | Zhai Chao Randers HK                                        | [ 2 ]         |
| XIII                          | 2003 | Ivano Balic RK Metković                         | Bojana Radulovics (2) Dunaferr SE                           | [ 2 ]         |
| XIV                           | 2004 | Henning Fritz THW Kiel                          | Anita Kulcsár Dunaferr SE / Cornexi Alcoa                   | [ 2 ]         |
| XV                            | 2005 | Arpad Šterbik BM Ciudad Real                    | Anita Görbicz Győri ETO KC                                  | [ 2 ]         |
| XVI                           | 2006 | Ivano Balic (2) Portland San Antonio            | Nadine Krause Bayer 04 Leverkusen                           | [ 2 ]         |
| XVII                          | 2007 | Nikola Karabatic THW Kiel                       | Gro Hammerseng Ikast-Bording Elite Håndbold                 | [ 3 ]         |
| XVIII                         | 2008 | Thierry Omeyer THW Kiel                         | Linn-Kristin Riegelhuth Larvik HK                           | [ 4 ]         |
| XIX                           | 2009 | Slawomir Szmal Rhein-Neckar Löwen               | Allison Pineau Metz Handball / Issy-les-Moulineaux Handball | [ 2 ]         |
| XX                            | 2010 | Filip Jícha THW Kiel                            | Cristina Neagu CS Oltchim Râmnicu Vâlcea                    | [ 2 ]         |
| XXI                           | 2011 | Mikkel Hansen AG Kovenhavn                      | Heidi Løke Győri ETO KC / Larvik HK                         | [ 5 ]         |
| XXII                          | 2012 | Daniel Narcisse THW Kiel                        | Alexandra do Nascimento Hypo Niederösterreich               | [ 6 ]         |
| XXIII                         | 2013 | Domagoj Duvnjak HSV Hamburg                     | Andrea Lekić ŽRK Vardar SCBT / Győri ETO KC                 | [ 7 ]         |
| XXIV                          | 2014 | Nikola Karabatić (2) FC Barcelona               | Eduarda Amorim Győri ETO KC                                 | [ 8 ]         |
| XXV                           | 2015 | Mikkel Hansen (2) París Saint-Germain           | Cristina Neagu (2) ŽRK Budućnost Podgorica                  | [ 9 ]         |
| XXVI                          | 2016 | Nikola Karabatić (3) París Saint-Germain        | Cristina Neagu (3) ŽRK Budućnost Podgorica                  | [ 10 ] [ 11 ] |
| No concedit el 2017           |      |                                                 |                                                             |               |
| XXVII                         | 2018 | Mikkel Hansen (3) París Saint-Germain           | Cristina Neagu (4) CSM Bucarest                             | [ 12 ]        |
| XXVIII                        | 2019 | Niklas Landin Jacobsen THW Kiel                 | Stine Bredal Oftedal Győri ETO KC                           | [ 13 ]        |
| No concedit el 2020           |      |                                                 |                                                             |               |
| XXIX                          | 2021 | Niklas Landin Jacobsen (2) THW Kiel             | Sandra Toft Brest Bretagne Handball                         | [ 14 ]        |
| No concedit el 2022           |      |                                                 |                                                             |               |
| XXX                           | 2023 | Mathias Gidsel Füchse Berlin                    | Henny Reistad Team Esbjerg                                  | [ 1 ]         |